# Смирнов, Андрей Петрович (богослов)
Андре́й Петро́вич Смирно́в (1843 — 1 декабря 1896, Сергиев Посад) — богослов, духовный писатель
, заслуженный профессор Московской духовной академии по кафедре библейской истории.

## Биография
Родился 9 (21) ноября 1843 года в селе Колегаево Мологского уезда Ярославской губернии в семье священника церкви Усекновения главы Иоанна Предтечи. Первоначальное образование получил в Пошехонском духовном училище и Ярославской духовной семинарии (вып. 1866).  Поступил в Московскую духовную академию и окончил её в 1870 году, получив в 1871 году за диссертацию «Святейший Патриарх Филарет Никитич Московский и всея Руси» степень магистра богословия.
В 1871 году занял в Московской духовной академии кафедру библейской истории. В 1877—1881 гг. участвовал в работе комиссии по составлению объяснений неудобопонятных для читателей-неспециалистов слов и выражений, встречающихся в русском переводе исторических книг Ветхого Завета. В 1881 году был избран экстраординарным профессором Московской духовной академии по кафедре библейской истории. В 1895 году, в связи с 25-летием его профессорско-преподавательской деятельности он был удостоен звания заслуженного профессора. Был также награждён орденом Св. Владимира 4-й степени.
В 1879 году умерла его жена, в 1895 — старший сын.
В сентябре 1896 года А. П. Смирнов был уволен по состоянию здоровья на пенсию и вскоре, 1 (13) декабря 1896 года, умер от скоротечной чахотки. Был погребён на Вознесенском кладбище Сергиева Посада.

## Богословские воззрения
А. П. Смирнов придерживался ортодоксального истолкования библейских событий, проверял научные выводы и результаты «Священным Писанием»; не увлекался последними достижениями науки; исключал для комментаторов при объяснении событий и сказаний Библии всякую возможность прибегать, «в вопросах не чисто богословских», к помощи филологов, историков и других учёных, твёрдо полагая, что «специалисты нередко, увлекаясь своим предметом, переходят границы должного и не имеют уважения к чужим верованиям и убеждениям, своими своими произвольными толкованиями содержания Библии ниспровергают установившиеся тысячелетиями религиозные верования, основанные на Библии, обращая едва не всё содержание последней в миф, в заблуждение».

## Рекомендуемая литература
- Введенский Д. Библеист-летописец // «Богословский вестник». — 1915. — Октябрь. — С. 359—393.
  - Отд. изд. — Сергиев Посад, 1915. — 38 с.
- Корсунский И. Н. 25-летие учёно-литературной деятельности профессора А. П. Смирнова (1870—1895): Перечень его печатных работ с отзывами на некоторые из них. — Сергиев Посад: 2-я тип. Снегиревой, 1895. — 8 с.
- Корсунский И. Н. Двадцатипятилетие учёно-литературной деятельности профессоров А. П. Лебедева и А. П. Смирнова (1870—1895) // «Богословский вестник». — 1895. — Ноябрь. — С. 276—283.
- Профессор А. П. Смирнов: Некролог, слово и речи в память его // «Богословский вестник». — 1897. — Январь. — С. 126—173.
  - Отд. изд. — Сергиев Посад, 1897. — 50 с, 1 л. портр.